# Флоренс Гант
Флоренс Гант (англ. Florence Hunt; нар. 2 лютого 2007) — англійська акторка. Вона відома роллю Гіацинти у костюмованій драмі Netflix «Бріджертон» (2020 – дотепер). У 2024 році її було названо «Зіркою завтрашнього дня» кіножурналом Screen International.

## Раннє життя та освіта
Гант відвідувала курси акторської майстерності в Телевізійній майстерні в Ноттінгемі, Англія.

## Кар'єра
Гант дебютувала на телебаченні, зігравши молоду версію персонажа Кетрін Ленгфорд Німуе у фентезійному серіалі Netflix про короля Артура «Проклята», який вийшов у 2020 році. Пізніше, у 2020 році, Гант почала зніматися в ролі Гіацинти, восьмої та наймолодшої дитини Бріджертонів, у костюмованій драмі «Бріджертон», адаптації серії любовних романів епохи Регентства Джулії Квінн, створеній Shondaland для Netflix.   Під час просування другого сезону у 2022 році Гант опублікувала кілька закулісних відео в TikTok, які стали вірусними.
У сценічній адаптації п'єси «Форс-мажор» 2021 року в театрі Donmar Warehouse Гант розділила роль Віри з Бо Брагасон. Хоча критичні відгуки про п'єсу були неоднозначними, Гант отримала похвалу за свою гру. Тім Вокер з The New European написав: «Справжні акторські почесті, однак, належать Флоренс Гант та Генрі Ганту (у вечір, коли я її бачив)», тоді як London Theatre Reviews назвали Гант «винятковою молодою акторкою». У квітні 2023 року було оголошено, що Гант дебютує у повнометражному кіно, знявшись разом із Жюльєт Бінош, Томом Кортні та Анною Колдер-Маршалл у фільмі Ленса Хаммера «Королева на морі». Вона також має майбутню роль у серіалі «Мікстейп».

## Фільмографія
| Рік  |   | Українська назва | Оригінальна назва | Роль                        |
| ---- | - | ---------------- | ----------------- | --------------------------- |
| 2020 | с | Проклята         | Cursed            | десятирічна Німуе (2 серії) |
| 2020 | с | Бріджертони      | Bridgerton        | Гіацинта Бріджертон         |
| 2025 | с | Мікстейп         | Mix Tape          | молода Елісон               |
|      | ф | Королева моря    | Queen of the Sea  |                             |